# ألفريدو بوريرو فيغا
ألفريدو بوريرو فيغا (كوينكا، 19 أكتوبر 1955) هو سياسي وجراح أعصاب إكوادوري. وهو نائب الرئيس المنتخب لإكوادور منذ فوزه في انتخابات عام 2021. كان ألفريدو بوريرو فيغا المرشح الأول لغويلرمو لاسو، وهو عضو في حزب خلق الفرص الإكوادوري.

## مهنته الطبية
بوريرو حاصل على تخصص في الإدارة الصحية من جامعة هارفارد. بين عامي 2005 و2014 كان المدير الطبي لمستشفى متروبوليتانو في مدينة كيتو، وكان رئيسًا لجمعية المستشفيات والعيادات الخاصة من 2007 إلى 2014. وهو عميد ومدير كلية الطب بجامعة لاس. الأمريكتان. يتمتع بوريرو بخبرة 40 عامًا في الإدارة الصحية وعمل في المؤسسات الطبية والتعليمية لأكثر من 25 عامًا في نفس المدينة.
في مارس 2020 أصبح مديرًا للمبادرة الإنسانية إنقاذ الأرواح في بلاده التي أسسها وقادها غويلرمو لاسو ضد جائحة كوفيد 19 والتي جمعت 8 ملايين دولار للمساعدة في شراء الإمدادات والمعدات للنظام الصحي الإكوادوري في نفس الوقت من العام. وفي منتصف الشهر نفسه تم تعيينه مديرًا تنفيذيًا للمؤسسة.

## الحياة الشخصية
متزوج من لوسيا بازمينيو. لديه أربعة أطفال من زيجات سابقة، أحدهم هو خوان ديفيد بوريرو مدير الأسواق الدولية لشركة سناب، وتزوج من عارضة الأزياء الأمريكية في فيكتوريا سيكريت جاسمين توكس.